# Fennica (schip, 1993)
De Fennica is een Finse ijsbreker. Het schip is uitgerust met dynamic positioning, zodat deze in de zomer - als de Finse wateren ijsvrij zijn - dienst kan doen als offshore support vessel. Het werd in 1993 gebouwd door Aker Finnyards in Rauma. Met zusterschip Nordica en de iets kleinere Botnica was het een revolutionair schip toen het in de vaart werd genomen. Tot die tijd werden ijsbrekers alleen gebruikt voor ijsbreken. De drie Finse schepen zijn echter ontworpen om ook in de offshore constructie ingezet te kunnen worden. Het schip kan ingezet worden om te slepen, als ankerbehandelingssleepboot, kabellegger, pijpenlegger en ROV support. Zo is de Fennica zelfs tweemaal ingezet in Braziliaanse wateren.